# زرشک اکوادور
زرشک اکوادور (نام علمی: Berberis chillacochensis) نام یک گونه از سرده زرشک است.